# Liste der Biografien/Maci
Liste der Biografien |
Portal Biografien |
Personensuche
# |
A |
B |
C |
D |
E |
F |
G |
H |
I |
J |
K |
L |
M |
N |
O |
P |
Q |
R |
S |
T |
U |
V |
W |
X |
Y |
Z |
?
 
Ma |
Mb |
Mc |
Md |
Me |
Mf |
Mg |
Mh |
Mi |
Mj |
Mk |
Ml |
Mm |
Mn |
Mo |
Mp |
Mq |
Mr |
Ms |
Mt |
Mu |
Mv |
Mw |
Mx |
My |
Mz
 
Maa |
Mab |
Mac |
Mad |
Mae |
Maf |
Mag |
Mah |
Mai |
Maj |
Mak |
Mal |
Mam |
Man |
Mao |
Map |
Maq |
Mar |
Mas |
Mat |
Mau |
Mav |
Maw |
Max |
May |
Maz
 
Maca |
Macb |
Macc |
Macd |
Mace |
Macf |
Macg |
Mach |
Maci |
Mack |
Macl |
Macm |
Macn |
Maco |
Macp |
Macq |
Macr |
Macs |
Mact |
Macu |
Macv |
Macw |
Macy |
Macz
Die Liste der Biografien führt alle Personen auf, die in der deutschsprachigen Wikipedia einen Artikel haben. Dieses ist eine Teilliste mit 140 Einträgen von Personen, deren Namen mit den Buchstaben „Maci“ beginnt.

## Maci
- Maci, Enis (* 1993), deutsche Schriftstellerin und Dramatikerin
- Maçi, Rexhep (1912–1980), albanischer Fußballspieler

### Macia
- Macià i Llussà, Francesc (1859–1933), katalanischer Politiker und Vorsitzender der Esquerra Republicana de Catalunya
- Macia, Seraina (* 1968), Schweizer und australische Managerin
- Maciachini, Carlo (1818–1899), italienischer Architekt
- Maciąg, Katarzyna (* 1982), polnische Schauspielerin
- Macías Nguema, Francisco (1924–1979), erster Präsident von Äquatorialguinea (1968–1979)Francisco Macías Nguema (1924–1979)

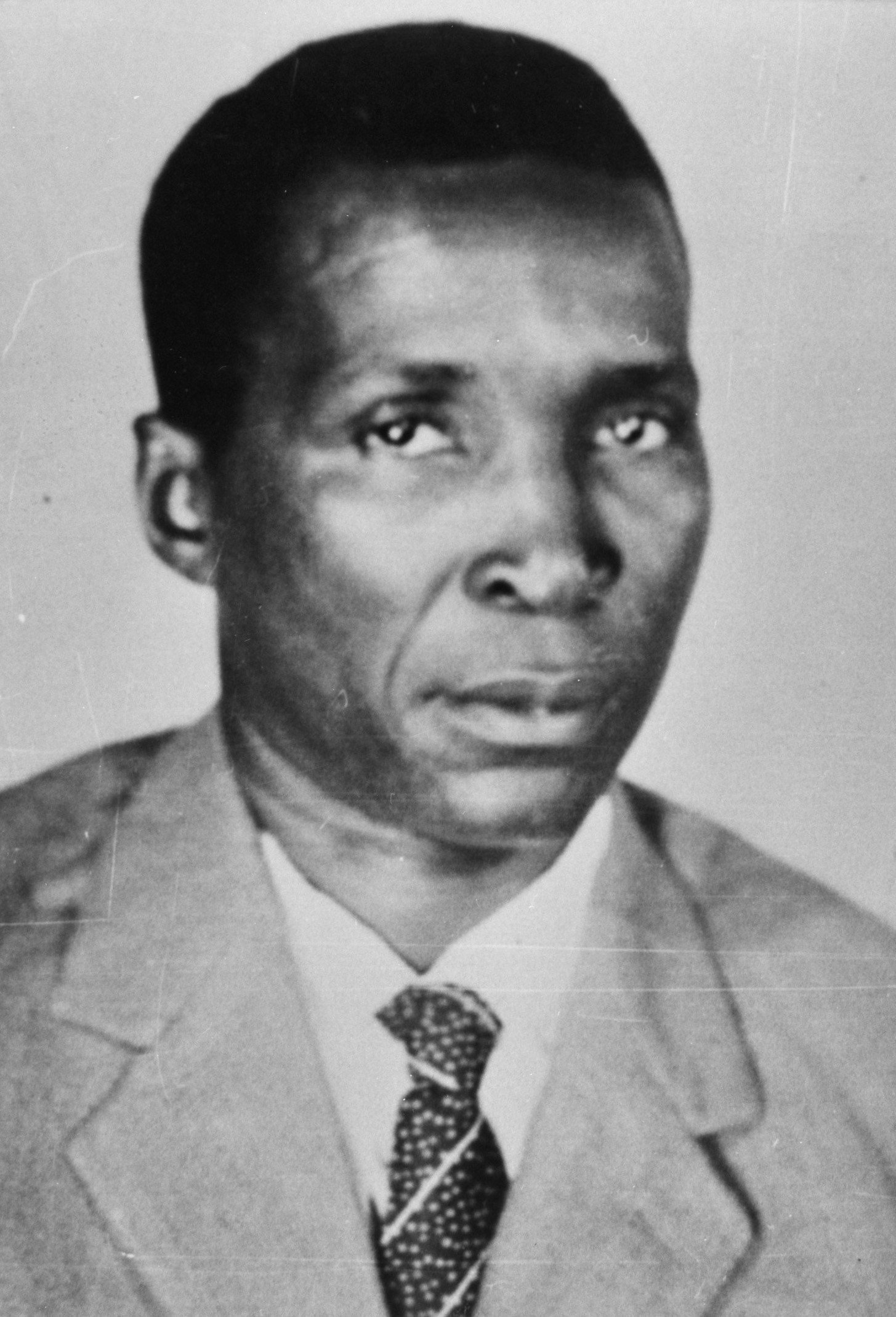
Francisco Macías Nguema (1924–1979)

- Macías Salcedo, José Ulises (* 1940), mexikanischer Geistlicher, emeritierter römisch-katholischer Erzbischof von Hermosillo
- Macías Valenzuela, Pablo (1891–1975), mexikanischer Politiker und Divisionsgeneral
- Macías, Alberto (* 1969), mexikanischer Fußballspieler
- Macías, Claudia (* 1992), mexikanische Handballspielerin
- Macías, Daniela (* 1997), peruanische Badmintonspielerin
- Macias, Enrico (* 1938), französischer Chansonnier
- Macías, Isabel (* 1984), spanische Mittelstreckenläuferin
- Macías, Isidoro (* 1945), spanischer Franziskaner und Flüchtlingshelfer
- Macias, Johannes (1585–1645), spanischer Dominikaner und Heiliger
- Macías, José Juan (* 1999), mexikanischer Fußballspieler
- Macías, José Natividad (1857–1948), mexikanischer Jurist und Politiker; Rektor der Universidad Nacional de México
- Macías, Luis (* 1982), mexikanischer Radrennfahrer
- Macías, Mónica (* 1972), äquatorialguineische Memoirenschreiberin
- Macías, Óscar (* 1981), mexikanischer Fußballschiedsrichter
- Macías, Óscar (* 1998), mexikanischer Fußballspieler
- Macías, Raúl (1934–2009), mexikanischer Boxer (Bantamgewicht)
- Macias, Ray (* 1986), US-amerikanischer Eishockeyspieler
- Macias, Tommy (* 1993), schwedischer Judoka
- Maciaszek, Sigrid (1935–2022), deutsche Bauingenieurin, Architektin und Stadtplanerin

### Macid
- Məcidov, Məhəmmədrəsul (* 1986), aserbaidschanischer Boxer

### Macie
- Maciej Miechowita (1457–1523), polnischer Historiker, Geograph, Arzt und Wissenschaftsorganisator
- Macieja, Bartłomiej (* 1977), polnischer Schachgroßmeister
- Maciejczak, Marek (* 1952), polnischer Philosoph
- Maciejewska, Zuzanna (* 1995), polnische Tennisspielerin
- Maciejewski, A. F. (1893–1949), US-amerikanischer Politiker
- Maciejewski, Adam, polnischer Ökonom
- Maciejewski, Franz (* 1946), deutscher Soziologe und Schriftsteller
- Maciejewski, Jerzy, polnischer Pianist und Musikpädagoge
- Maciejewski, Krzysztof (* 1953), polnischer Politiker, Mitglied des Sejm
- Maciejewski, Maciej (1914–2018), polnischer Schauspieler
- Maciejewski, Marek (* 1977), polnischer Radrennfahrer
- Maciejewski, Roman (1910–1998), polnischer Komponist, Pianist und Dirigent
- Maciejewski, Tim (* 2001), deutscher Fußballspieler
- Maciejewski, Zygmunt (1914–1999), polnischer Schauspieler
- Maciejkianiec, Ryszard (* 1947), litauischer Politiker
- Maciejko, Jan (1913–1993), polnischer Eishockeytorwart und -trainer
- Maciejowski, Bernard (1548–1608), Primas von Polen
- Maciejowski, Ignacy (1835–1901), polnischer Schriftsteller, Dramatiker und Literaturkritiker
- Maciejowski, Marcin (* 1974), polnischer Maler und Zeichner
- Maciejowski, Samuel (1499–1550), polnischer Bischof, Großkronkanzler und Humanist der Renaissance
- Maciejowski, Sławomir (1951–2023), polnischer Ruderer
- Maciejuk, Filip (* 1999), polnischer Radrennfahrer
- Maciek (* 1993), polnischer Sänger, Gitarrist und Songschreiber
- Maciel, Cristian (* 1992), uruguayischer Fußballspieler
- Maciel, Enrique (1897–1962), argentinischer Tangogitarrist, Pianist, Bandleader und Komponist
- Maciel, Francisco (* 1964), mexikanischer Tennisspieler
- Maciel, Gustavo (* 2002), argentinischer Volleyballspieler
- Maciel, Jeferson (* 1986), brasilianischer Fußballspieler
- Maciel, João (* 1978), brasilianischer Beachvolleyballspieler
- Maciel, Jorge (1920–1975), argentinischer Tangosänger
- Maciel, Leonel (* 1989), argentinischer Handballspieler
- Maciel, Marcial (1920–2008), mexikanischer katholischer Priester und Gründer der Kongregation der Legionäre ChristiMarcial Maciel (1920–2008)

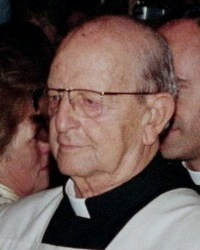
Marcial Maciel (1920–2008)

- Maciel, Marco (1940–2021), brasilianischer Politiker
- Maciel, Sergio (1965–2008), argentinischer Fußballspieler
- Maciel, Ubiratan Pereira (1944–2002), brasilianischer Basketballspieler
- Macierewicz, Antoni (* 1948), polnischer Politiker, Mitglied des Sejm, MdEPAntoni Macierewicz (* 1948)

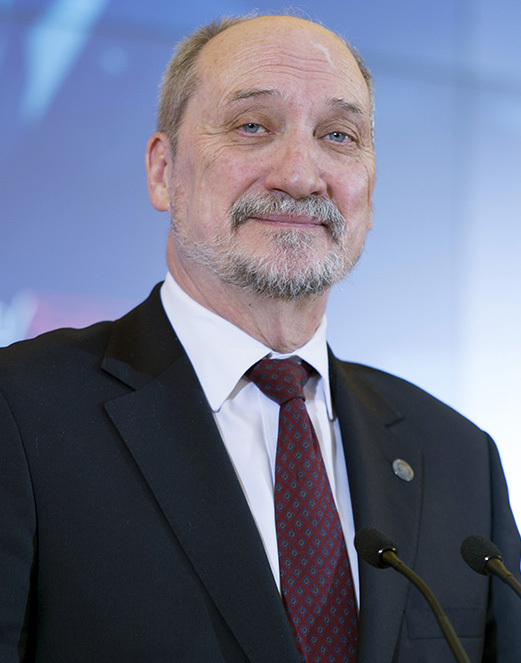
Antoni Macierewicz (* 1948)

### Macig
- Macig Labdrön, Yogini des Buddhismus in Tibet

### Macii
- Macii, Niccolò (* 1995), italienischer Eiskunstläufer

### Macij
- Macijauskas, Aleksandras (* 1938), litauischer Fotograf und Journalist
- Macijauskas, Arvydas (* 1980), litauischer Basketballspieler
- Macijauskas, Aušrys (* 1968), litauischer Agronom und Politiker
- Macijauskas, Kęstutis (* 1961), litauischer Flottillenadmiral und Befehlshaber der Litauischen Marine

### Macik
- Macík, Martin (* 1989), tschechischer Rallyefahrer
- Macík, Ondřej (* 2001), tschechischer Sprinter

### Macin
- Macín, Ángel José (* 1967), argentinischer Geistlicher, Bischof von Reconquista
- Macina, Marco (* 1964), san-marinesischer Fußballspieler
- Macina, Stefano (* 1956), san-marinesischer Politiker
- Macinghi, Alessandra (1407–1471), italienische Schriftstellerin
- MacInnes, Angus (1947–2024), kanadischer Schauspieler
- MacInnes, Helen (1907–1985), amerikanische Schriftstellerin schottischer Abstammung
- MacInnes, Kathleen (* 1969), schottische Sängerin, Fernsehmoderatorin und Filmschauspielerin
- MacInnes, Keith Gordon (* 1935), britischer Diplomat
- MacInnes, Wesley (* 1988), kanadischer Schauspieler und Country-Musiker
- MacInnis, Al (* 1963), kanadischer Eishockeyspieler
- Macintosh, Charles (1766–1843), schottischer Chemiker
- Macintosh, Charles (1839–1922), schottischer autodidaktischer Naturwissenschaftler
- MacIntosh, Gavin (* 1999), US-amerikanischer Schauspieler
- Macintosh, Henry (1892–1918), britischer Leichtathlet und Olympiasieger
- Macintosh, Kate (* 1937), schottische Architektin
- Macintosh, Kenneth (* 1962), schottischer Politiker
- Macintosh, Robert Reynolds (1897–1989), neuseeländischer Anästhesist
- MacIntosh, Tammy (* 1970), australische Schauspielerin
- MacIntyre, Alasdair (1929–2025), britisch-US-amerikanischer PhilosophAlasdair MacIntyre (1929–2025)

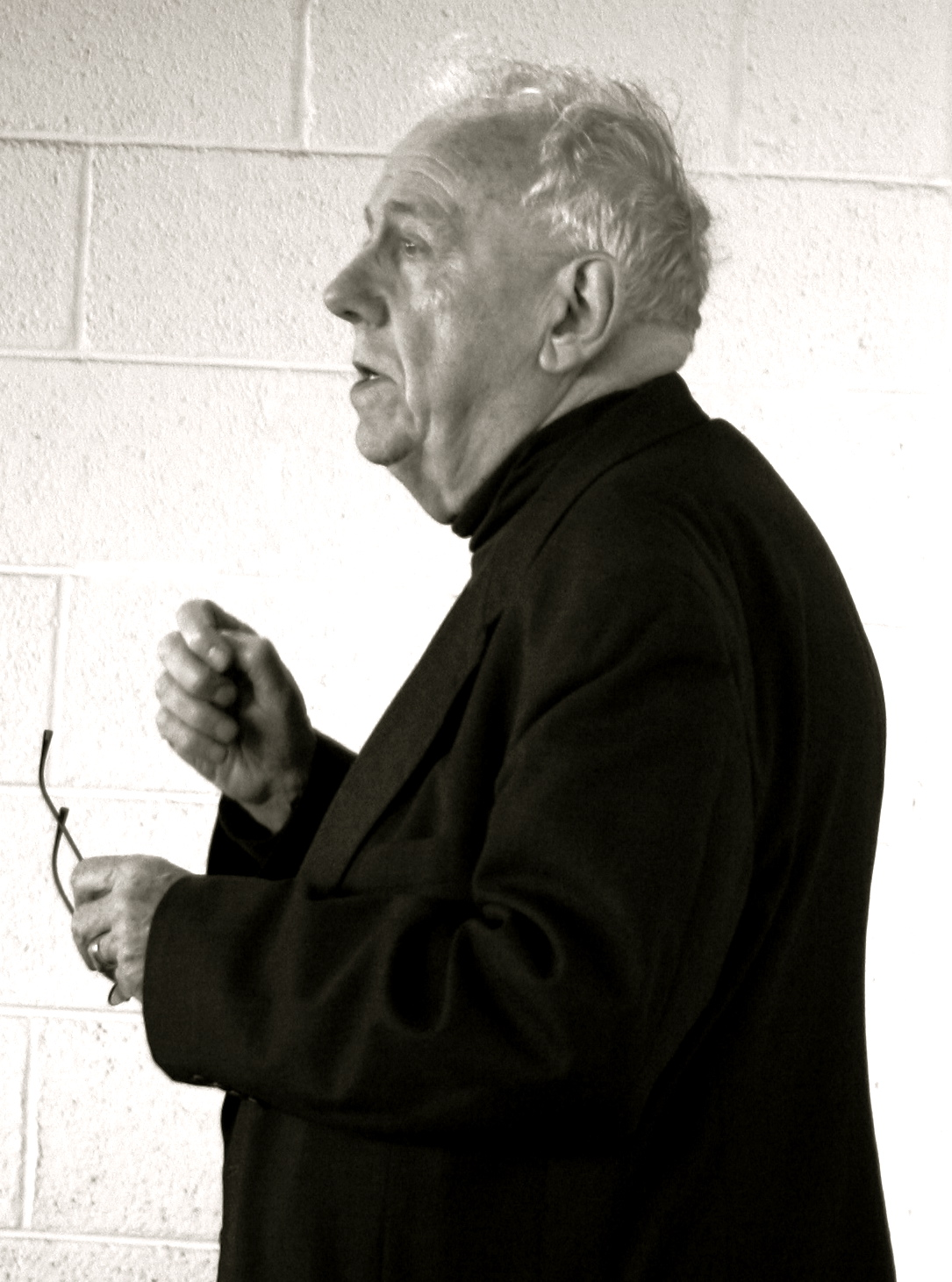
Alasdair MacIntyre (1929–2025)

- Macintyre, Angus, britischer Logiker
- MacIntyre, Archibald T. (1822–1900), US-amerikanischer Politiker
- MacIntyre, Drew (* 1983), kanadischer Eishockeytorwart
- MacIntyre, Duncan (1915–2001), neuseeländischer Politiker, Minister und Abgeordneter
- MacIntyre, Duncan Ban (1724–1812), schottisch-gälischer Dichter
- MacIntyre, F. Gwynplaine (1948–2010), britischer Science-Fiction-Autor
- MacIntyre, Iain (1924–2008), britischer Endokrinologe
- Macintyre, Iain (* 1944), schottischer Chirurg
- Macintyre, Ian (1869–1946), schottischer Politiker
- MacIntyre, Jacob (* 2006), schottischer Fußballspieler
- MacIntyre, Jason (1973–2008), britischer Radsportler
- Macintyre, John (1857–1928), schottischer HNO-Arzt und Gründer der ersten klinischen Radiologieabteilung der Welt
- MacIntyre, Marguerite (* 1965), US-amerikanische Schauspielerin
- MacIntyre, Oscar (* 2004), schottischer Fußballspieler
- Macintyre, Sheila Scott (1910–1960), schottische Mathematikerin und Hochschullehrerin
- MacIntyre, Steve (* 1980), kanadischer Eishockeyspieler

### Macio
- Macionis, John (1916–2012), US-amerikanischer Schwimmer
- Maciora, Lucien J. (1902–1993), US-amerikanischer Politiker
- Maciossek, Herbert (* 1942), deutscher Fußballspieler
- Macioti, Alessandro (1798–1859), italienischer Kurienerzbischof
- Macioti, Geraldo (1768–1837), italienischer Geistlicher und Weihbischof in Velletri
- Macioti, Vincenzo (1775–1840), italienischer Geistlicher und Bischof von Ferentino

### Maciq
- Maciques, Abraham (1934–2025), kubanischer Wirtschafts-Manager

### Macis
- MacIsaac, Ashley (* 1975), kanadischer Geiger und Rockmusiker
- MacIsaac, Fred (1886–1940), amerikanischer Science-Fiction-Autor
- MacIsaac, John (* 1937), britischer Sprinter
- MacIsaac, Martha (* 1984), kanadische SchauspielerinMartha MacIsaac (* 1984)

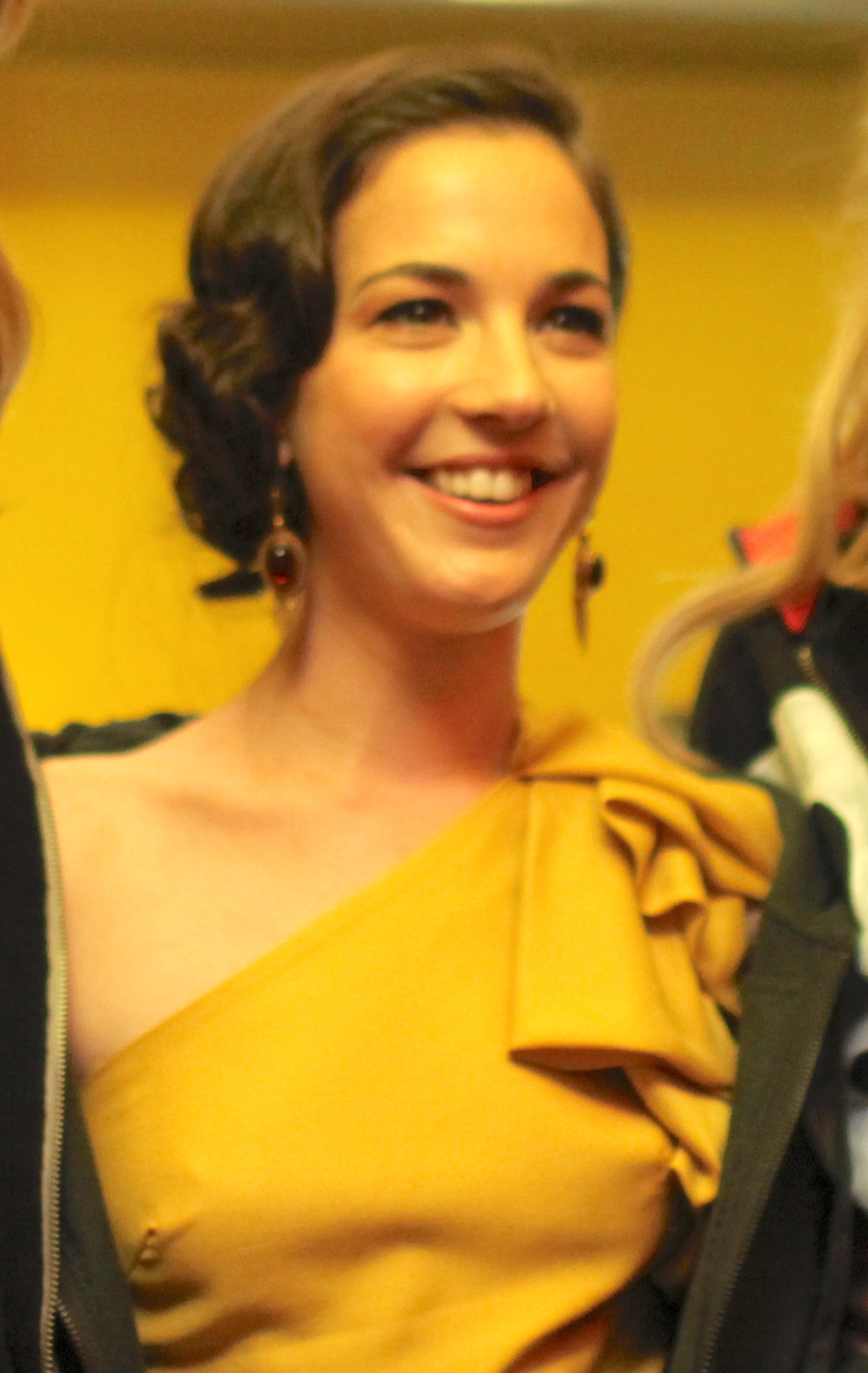
Martha MacIsaac (* 1984)

- MacIsaac, Shelby (* 2003), kanadische Sprinterin
- MacIsaac-Jones, Maya (* 1995), kanadische Skilangläuferin

### Macit
- Macit, Hakan (* 1981), türkischer Fußballspieler

### Maciu
- Maciuchová, Hana (1945–2021), tschechische Schauspielerin
- Mačiulis, Alminas (* 1961), litauischer Beamter, ehemaliger Politiker, Vizeminister
- Mačiulis, Jonas (* 1985), litauischer Basketball-Spieler
- Mačiulis, Povilas (* 1986), litauischer Politiker
- Mačiulis, Valentinas (* 1945), litauischer Politiker, Mitglied des Seimas
- Mačiūnas, Erikas (* 1955), litauischer Arzt und Politiker
- Maciunas, George (1931–1978), US-amerikanischer KünstlerGeorge Maciunas (1931–1978)

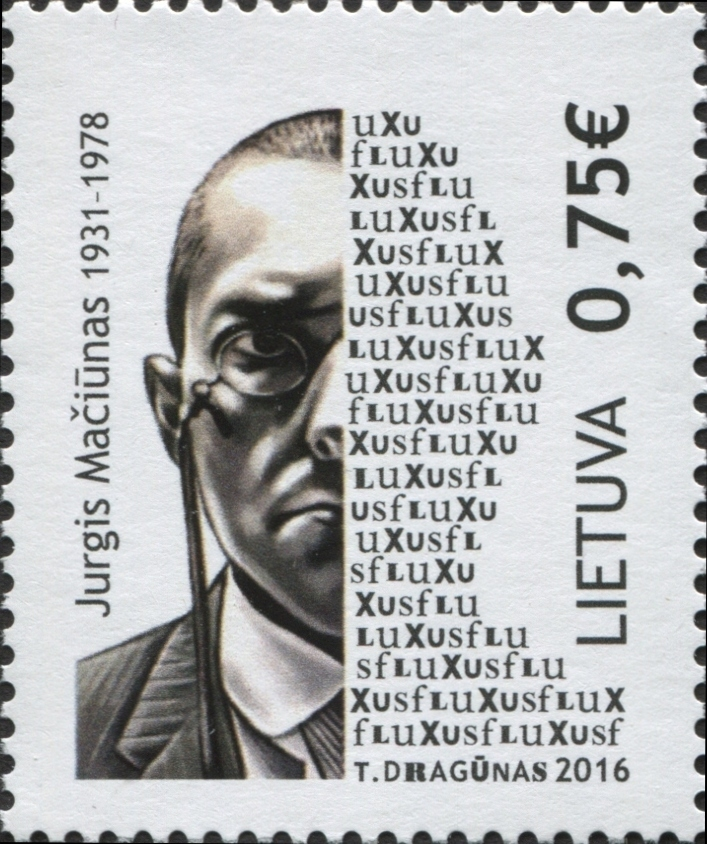
George Maciunas (1931–1978)

- Maciusiak, Maciej (* 1982), polnischer Skispringer und Skisprungtrainer
- Maciuszek, Mićhalina (* 1963), polnische Skilangläuferin
- Maciuszek, Paulina (* 1985), polnische Skilangläuferin

### Maciv
- Maciver, Calum A. (* 1981), britischer Altertumswissenschaftler
- MacIver, Charles (1866–1935), britischer Segler und Schiffsmagnat
- MacIver, Charles R. (1890–1981), britischer Segler
- MacIver, Kristin, deutsche Schriftstellerin
- MacIver, Loren (1909–1998), US-amerikanische Malerin
- Maciver, Norm (* 1964), kanadischer Eishockeyspieler, -trainer und -funktionär
- MacIver, Robert (1882–1970), US-amerikanischer Soziologe
- MacIver, Ross (* 1999), schottischer Fußballspieler
- MacIvor, Ron (1951–2021), schottischer Fußballspieler

### Maciw
- Mąciwoda, Paweł (* 1967), polnischer Musiker